# Asheville Altitude 2004-2005
La stagione 2004-05 degli Asheville Altitude fu la 4ª nella NBA D-League per la franchigia.
Gli Asheville Altitude arrivarono secondi nella NBA D-League con un record di 27-21. Nei play-off vinsero la semifinale con gli Huntsville Flight (1-0), vincendo poi il secondo titolo consecutivo battendo nella finale i Columbus Riverdragons (1-0).

## Roster
| N° | Naz.                     | Ruolo | Sportivo          | Anno | Alt. | Peso |
| -- | ------------------------ | ----- | ----------------- | ---- | ---- | ---- |
|    | Stati Uniti (bandiera)   | C     | Derrick Davenport | 1978 | 208  | 100  |
|    | Stati Uniti (bandiera)   | C     | Jermaine Tate     | 1976 | 206  | 107  |
| 4  | Stati Uniti (bandiera)   | C     | Marc Mazur        | 1979 | 208  | 120  |
| 5  | Stati Uniti (bandiera)   | GA    | Nate Burton       | 1978 | 193  | 98   |
| 7  | Stati Uniti (bandiera)   | G     | Tony Dobbins      | 1981 | 194  | 86   |
| 9  | Stati Uniti (bandiera)   | A     | Louis Truscott    | 1978 | 198  | 99   |
| 13 | Stati Uniti (bandiera)   | G     | Leonard Stokes    | 1981 | 198  | 91   |
| 14 | Stati Uniti (bandiera)   | A     | Rick Rickert      | 1983 | 211  | 98   |
| 15 | Stati Uniti (bandiera)   | G     | Timmy Bowers      | 1982 | 188  | 86   |
| 20 | Stati Uniti (bandiera)   | G     | Brandin Knight    | 1981 | 183  | 82   |
| 25 | Nuova Zelanda (bandiera) | G     | Kirk Penney       | 1980 | 196  | 91   |
| 33 | Stati Uniti (bandiera)   | A     | Terrence Shannon  | 1979 | 201  | 84   |
| 34 | Stati Uniti (bandiera)   | A     | Antonio Meeking   | 1981 | 203  | 111  |
| 35 | Stati Uniti (bandiera)   | AG    | Ron Slay          | 1981 | 203  | 109  |
| 40 | Stati Uniti (bandiera)   | G     | Joseph Forte      | 1981 | 193  | 88   |
| 50 | Stati Uniti (bandiera)   | C     | Tony Kitchings    | 1979 | 208  | 118  |
| 53 | Stati Uniti (bandiera)   | AC    | Cedric Suitt      | 1979 | 210  | 111  |

## Staff tecnico
- Allenatore: Joey Meyer
- Vice-allenatori: Mike Sanders  (fino al 27 gennaio), Kermit Washington (dal 27 gennaio)
- Preparatore atletico: Keith D'Amelio